# Ambystoma talpoideum
Ambystoma talpoideum é uma espécie de anfíbio caudado pertencente à família Ambystomatidae. Endêmica dos Estados Unidos da América.